# Jacques Deligny
Jacques Deligny, né vers 1776 à Québec et mort le 2 janvier 1837, était un agriculteur, un marchand et un homme politique du Bas-Canada. Il a été député à la Chambre d'assemblée du Bas-Canada.

## Biographie
Jacques Deligny est né vers 1776 à Québec. En 1799, il s'est marié avec Françoise Langevin, la sœur de Charles Langevin (en). Il a d'abord travaillé comme potier à Québec avant de déménager à Berthier vers 1802.
Durant la guerre anglo-américaine de 1812, il a servi au sein de la milice au sein de laquelle il atteignit le grade de major.
De 1814 à 1820 et de 1820 à 1830, il représentait Warwick à la Chambre d'assemblée du Bas-Canada, puis, de 1830 à 1837, il représentait Berthier.
Sa fille, Léocadie, s'est mariée avec David Morrison Armstrong (en).

## Positions politiques
Jacques Deligny a appuyé le Parti canadien, qui devint plus tard le Parti patriote, et il a voté en faveur des 92 résolutions.